# 테러비전
《테러비전》(영어: TerrorVision)은 미국에서 제작된 테드 니컬라오 감독의 1986년 SF 공포 코미디 영화이다. 채드 앨런, 다이앤 프랭클린 등이 출연하였다.
개봉 당시에는 비평과 흥행 양면에서 성공하지 못했으나 오늘날 컬트 영화가 되었으며 만듦새가 너무 엉망이라 오히려 즐길 수 있는("so-bad-it's-good") 영화 중 하나로 꼽히고 있다.

## 줄거리
플루톤 행성. 헝그리 비스트는 애완동물이지만 변성이 시작돼 돌연변이 괴물이 되면 위생국 변전소에서 음식 찌꺼기 처리기를 통해 가용 에너지로 변환시킨 뒤 우주 저편으로 쏴버린다.
어느 날 이 에너지 빔이 그만 태양계로 향하고 만다. 에너지 빔은 지구 퍼터먼가의 위성 방송 수신 안테나에 닿고, 헝그리 비스트는 텔레비전을 통해 실체화되어 주인공 셔먼의 할아버지, 스와핑을 즐기는 부모, 그리고 이들의 파트너들을 잡아먹는다.
신고를 받은 경찰은 이를 장난 전화로 치부하고, 애청하는 공포 영화 프로그램에 전화를 걸자 진행자 머듀자는 셔먼을 정신병자 취급한다. 음식과 텔레비전으로 헝그리 비스트를 길들인 셔먼과 누나 수지, 남자친구 O.D.는 헝그리 비스트를 이용해 돈을 벌 궁리를 한다.
지구인의 멸망을 우려한 플루톤 위생국장 플루사는 텔레비전에 등장하여 파국을 막으려면 텔레비전을 전부 파괴해야 한다고 경고한다. 이 모습을 본 헝그리 비스트는 분노하여 O.D.와 출동한 경찰을 먹어치운다.
셔먼 앞에 나타난 플루사가 헝그리 비스트를 생포한 뒤 그간 잡아먹힌 사람들을 정제해서 되살리겠다고 — 평생 수족관 안에서 지내야 하겠지만 — 약속한 순간 셔먼이 부른 머듀자가 도착해 플루사를 헝그리 비스트로 오해해 죽여버리고, 셔먼 남매와 머듀자는 헝그리 비스트에게 잡아먹힌다.
다음 날 아침 헝그리 비스트는 머듀자인 척 방송국으로 향한다.

## 출연진
- 채드 앨런 - 셔먼 퍼터먼 역
- 다이앤 프랭클린 - 수지 퍼터먼 역
- 메리 워로노프 - 라켈 퍼터먼 역
- 게릿 그레이엄 - 스탠리 퍼터먼 역
- 버트 렘슨 - 할아버지 퍼터먼 역
- 존 그라이스 - O.D. 역
- 제니퍼 리처즈 - 머듀자 역
- 알레한드로 레이 - 스피로 역
- 랜디 브룩스 - 체리 역
- 프랭크 웰커 - 헝그리 비스트 외계인 역 (목소리)
- 윌리엄 폴슨 - 플루사 역